# Inezgane
Inezgane (tifinagh (Tamazight): ⵉⵏⵣⴻⴳⴳⴰⵏ ; arabe : إنزݣان) est une ville du sud du Maroc, située entre Agadir et Aït Melloul, dans la vallée du Souss. Inezgane est le chef-lieu de la préfecture Inezgane-Aït Melloul, dans la région administrative Souss-Massa.

## Généralités
Inezgane est une ville à la périphérie d'Agadir considérée comme un pôle commercial et routier de la région d'Agadir. C'est un centre urbain régional d'importance, à dominante commerciale, plus précisément agricole. La ville est beaucoup plus populaire qu'Agadir et d'un attrait touristique moindre en comparaison avec cette dernière. La population est principalement chleuh avec une petite communauté chiadma et du reste du Maroc.

Ville d'Inezgane
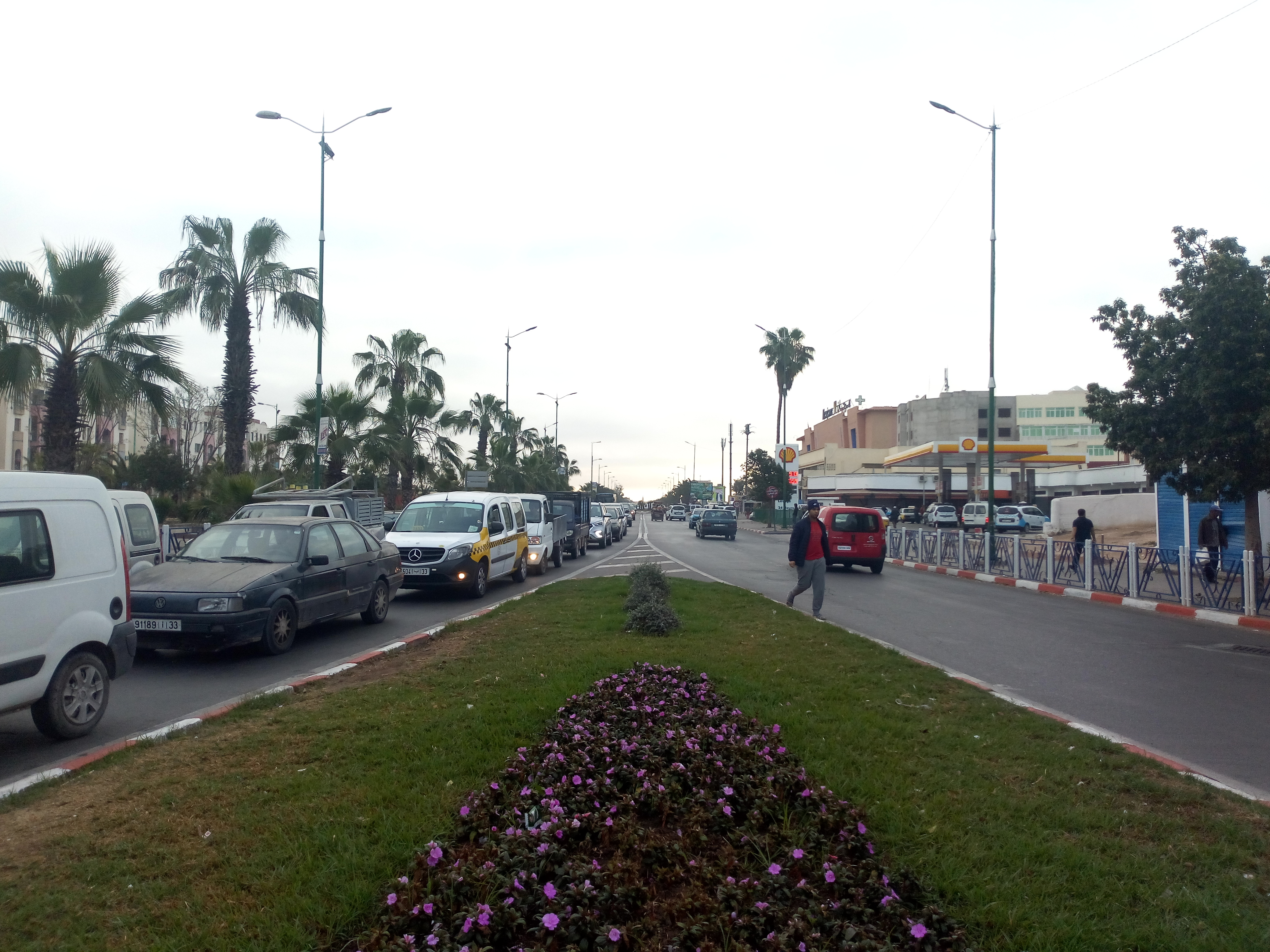
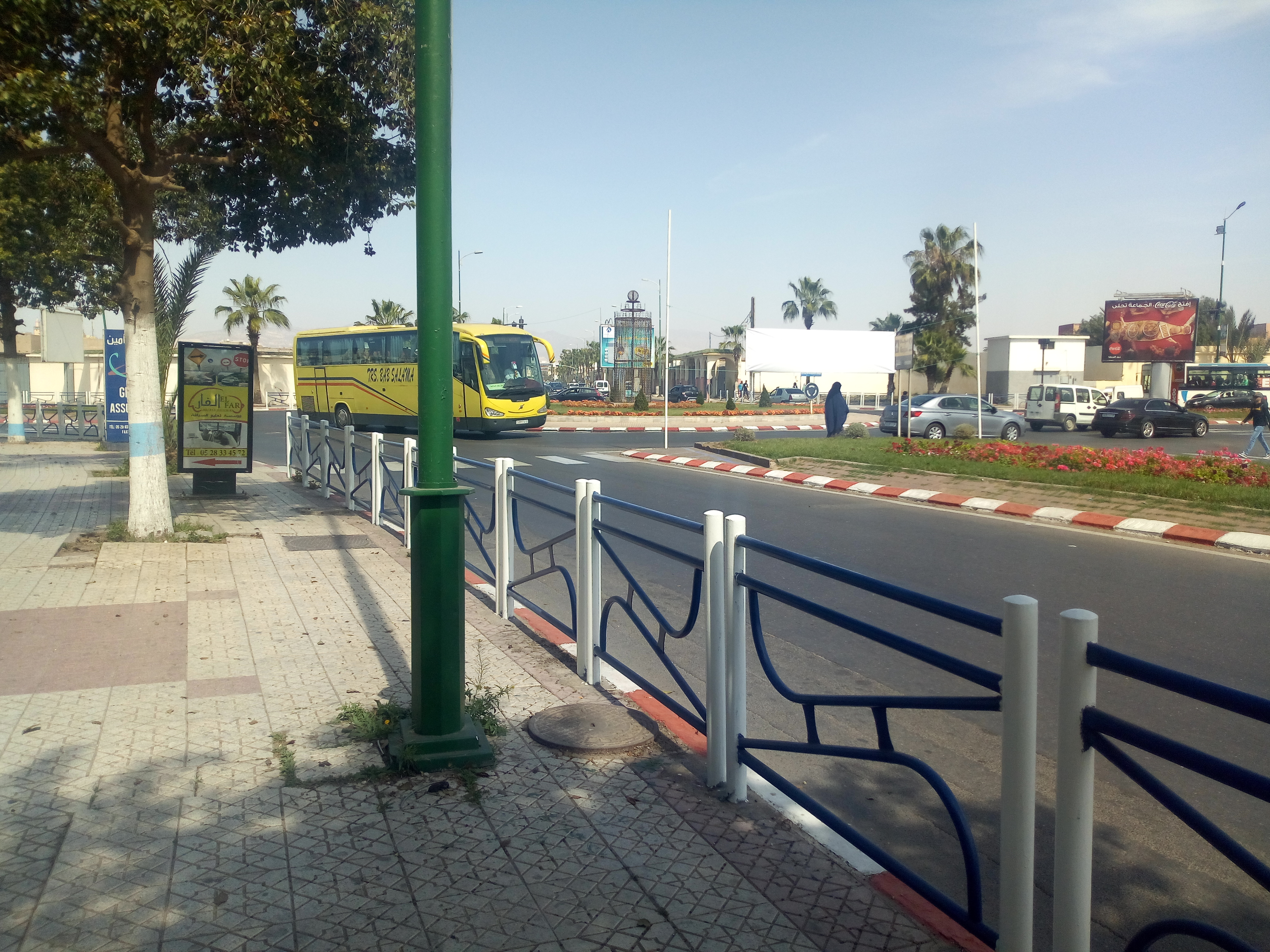
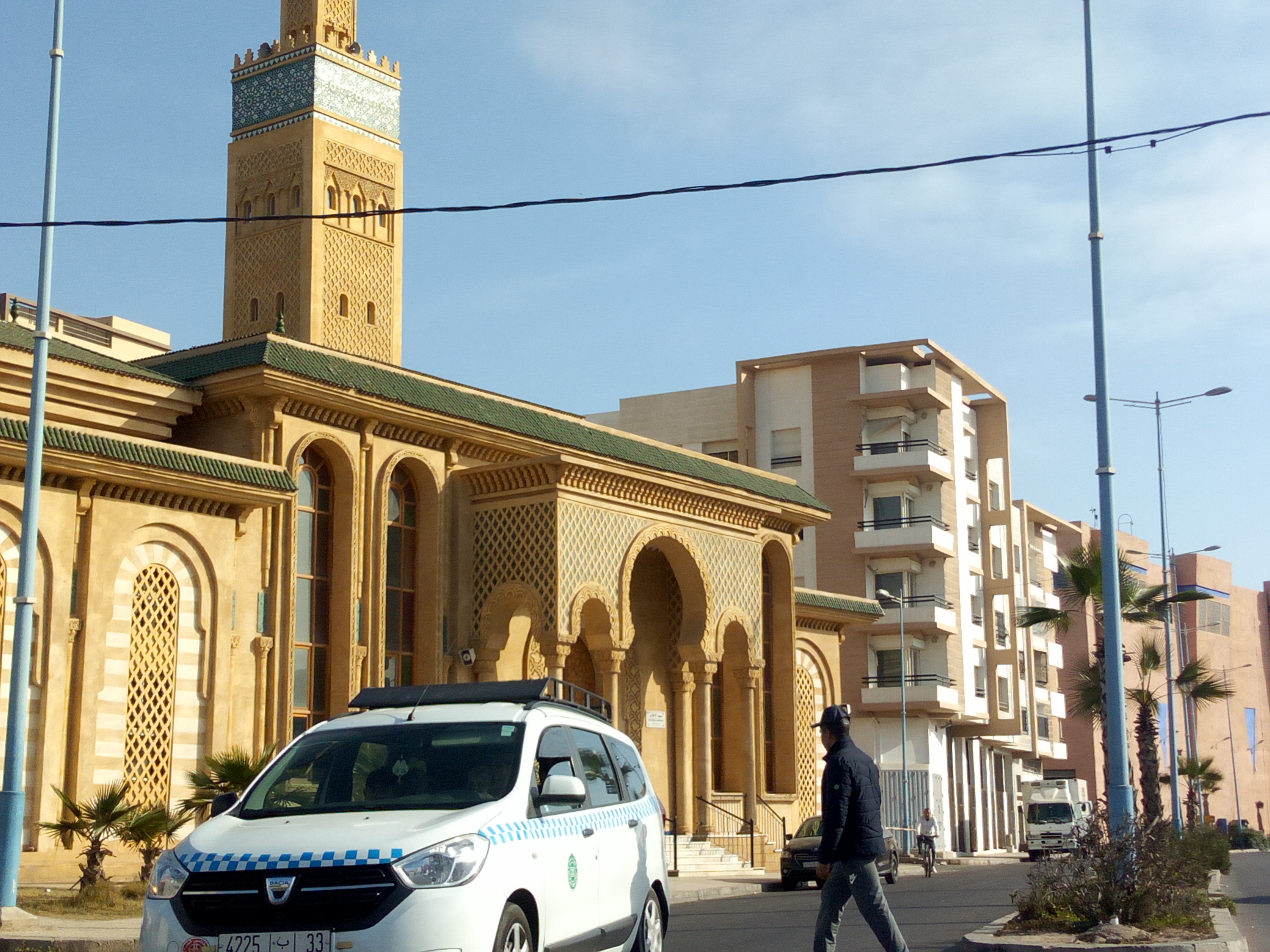
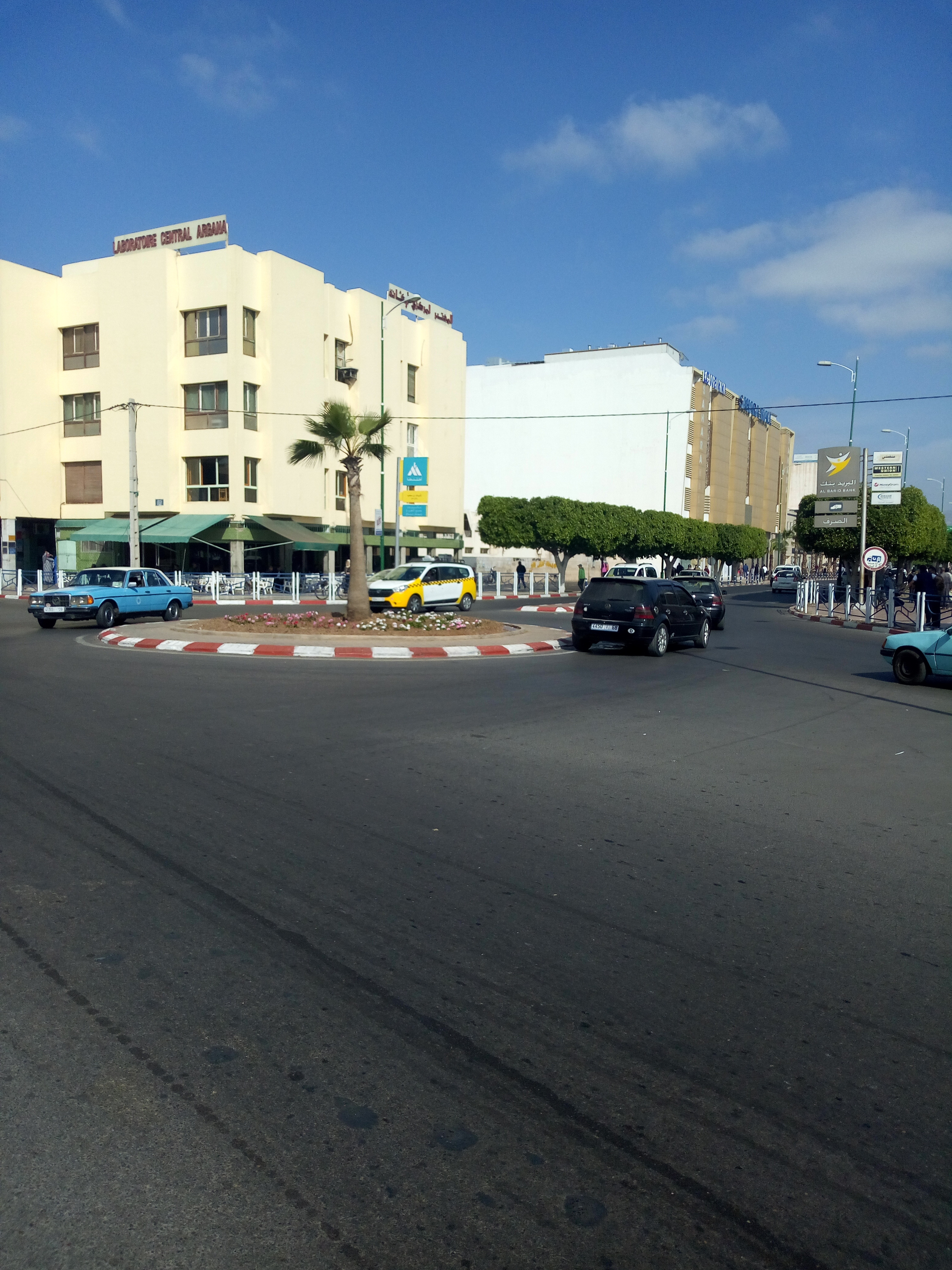

## Commerce
La ville, réputée pour son activité commerciale, compte un nombre important de grossistes et de magasins de détail. L'économie de la ville est axée essentiellement sur ses nombreux marchés: le souk tleta du mardi, le petit marché quotidien, le grand marché de gros, plaque tournante du commerce de fruits et légumes de tout le Maroc, le souk du cuir, le souk du bétail, le souk des céréales.

Commerce en gros et au détail.
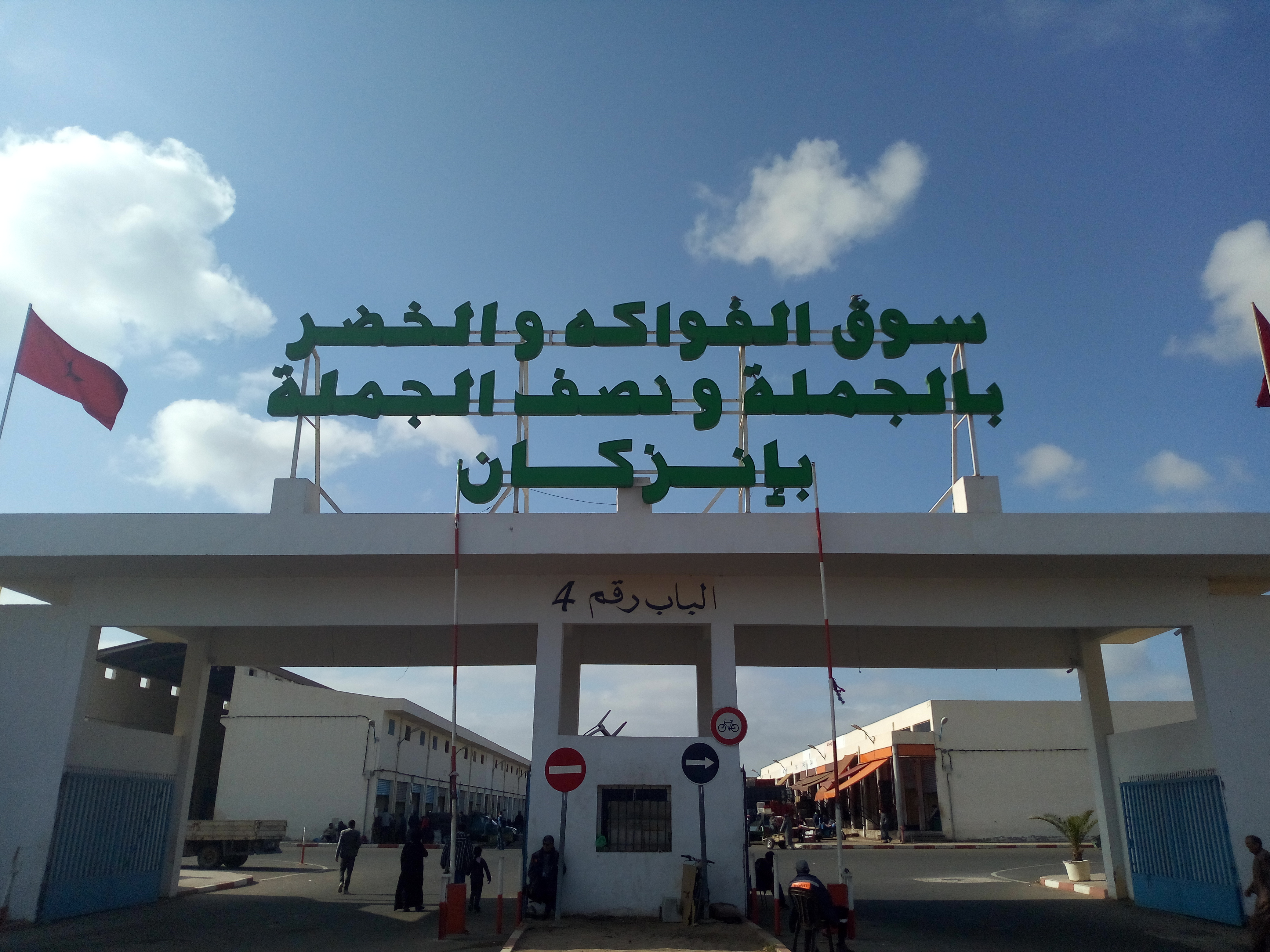
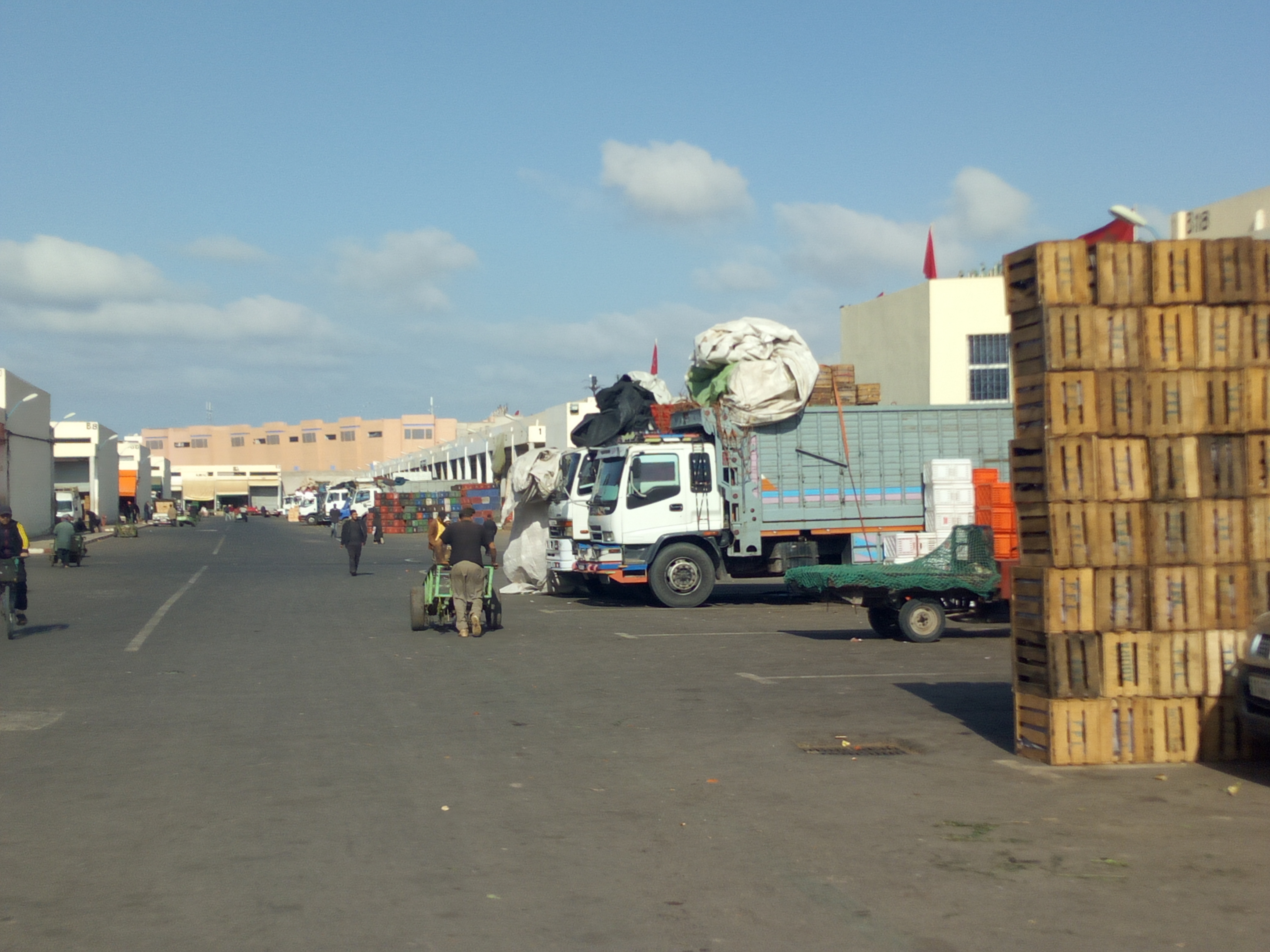
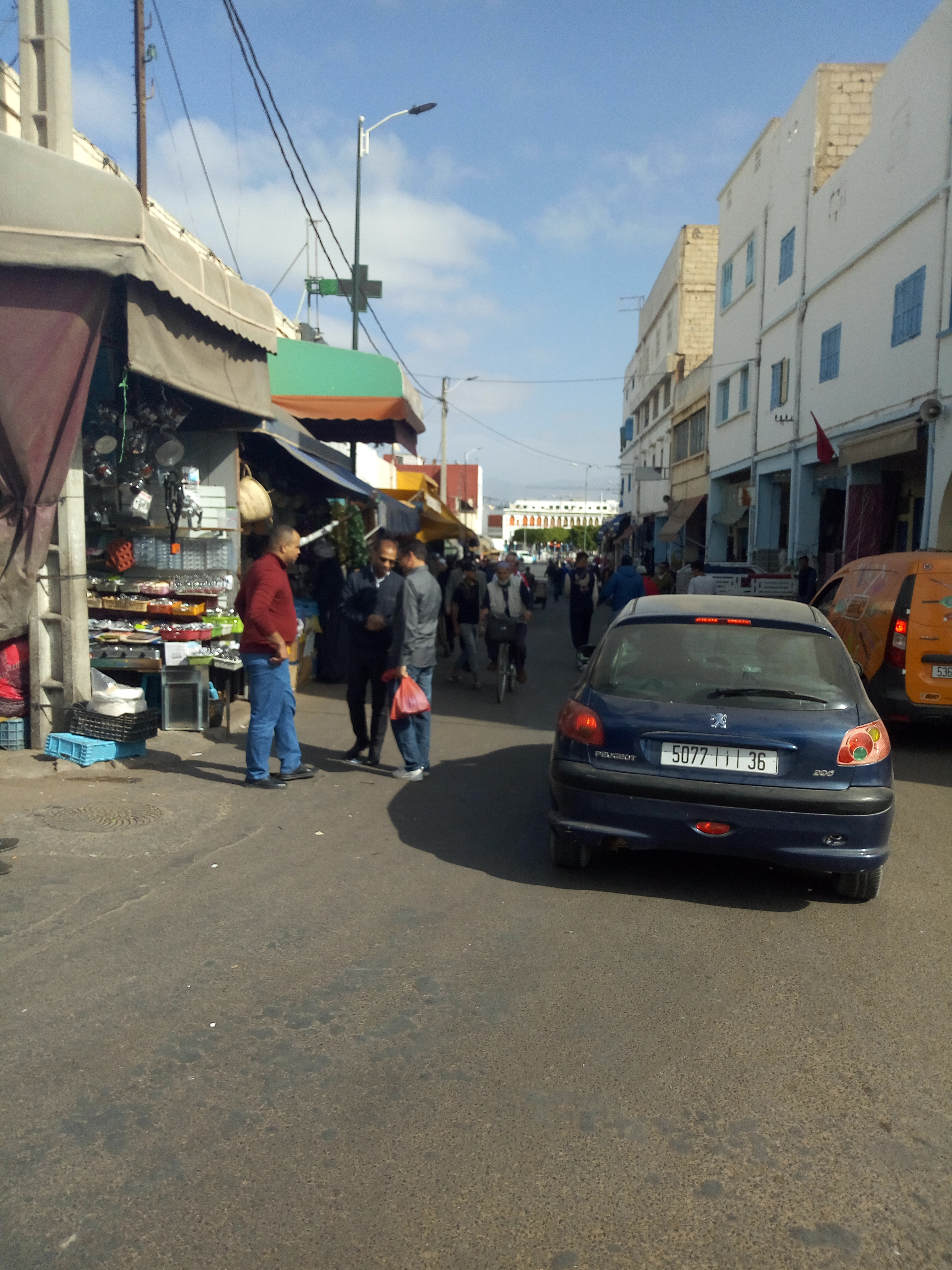
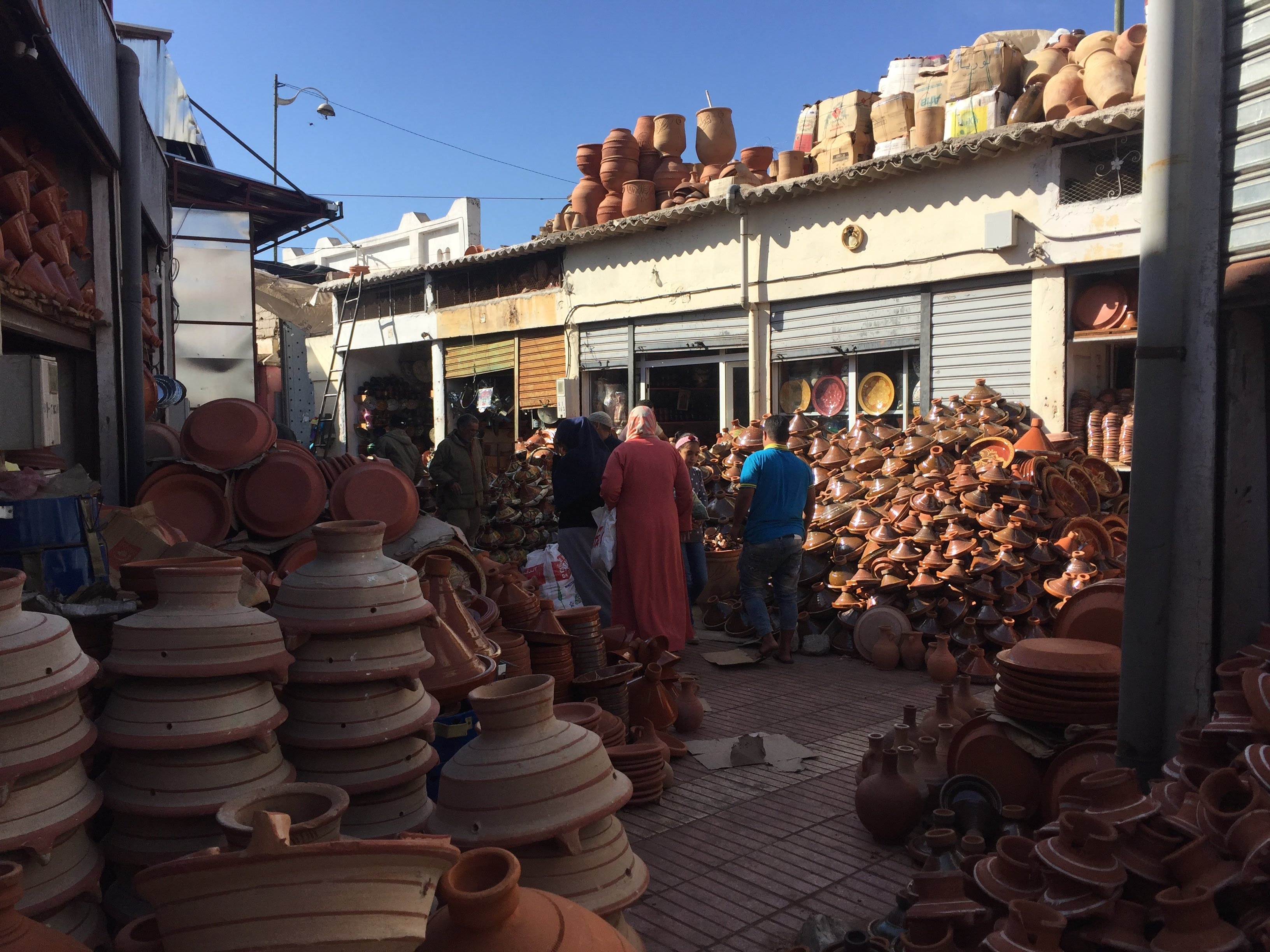

Inezgane est l'un des nombreux villages des Imazighen où résidait, à l'époque coloniale, le caïd nommé par les autorités française au temps du protectorat. C'était, avant la colonisation, le souk central de la tribu berbère des Aksimen (Ksima en arabe). Les principaux quartiers de la ville sont Asays, Tarraste, Mellah et El Jihadia.
Inezgane comprend encore les quartiers Elmouadafin, Jerf, Boulamane, Taghzout, R'mel. On y trouve les écoles Elmansour Dahbi, Rahal ben Ahmed, Abdallah ben Yassine, Ibn Zohr, Al-Falah, Al-Atlas.

## Transports
Inezgane est du fait de sa position le point de jonction entre le sud et le nord du Maroc, c'est la gare routière de l'agglomération d'Agadir par laquelle transitent tous les passagers en direction du sud ou du nord du Maroc. De fait, Inezgane s'apparente à un hub routier régional.

Moyens de Transport.
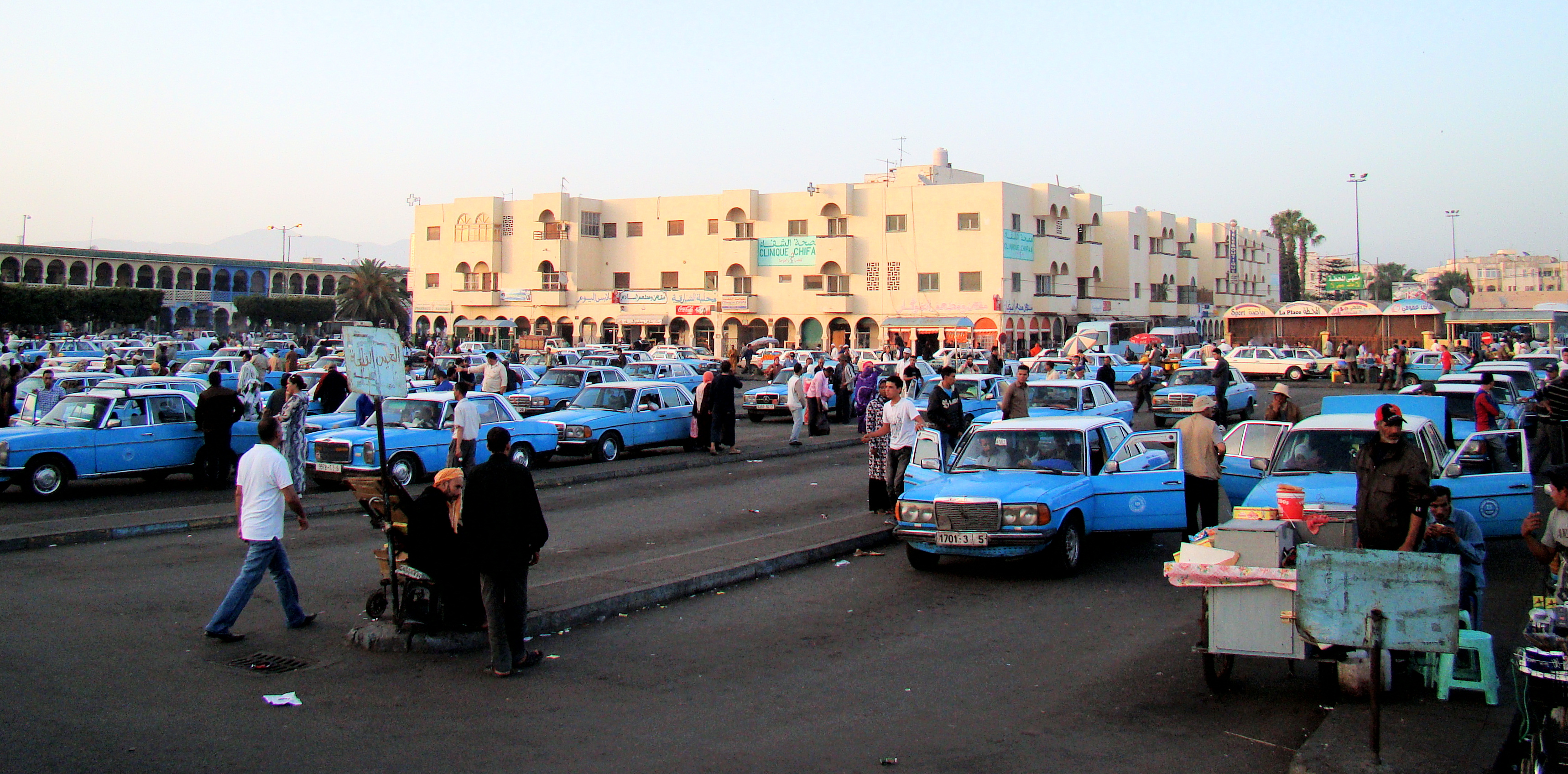
Station de Taxis d'Inzegane
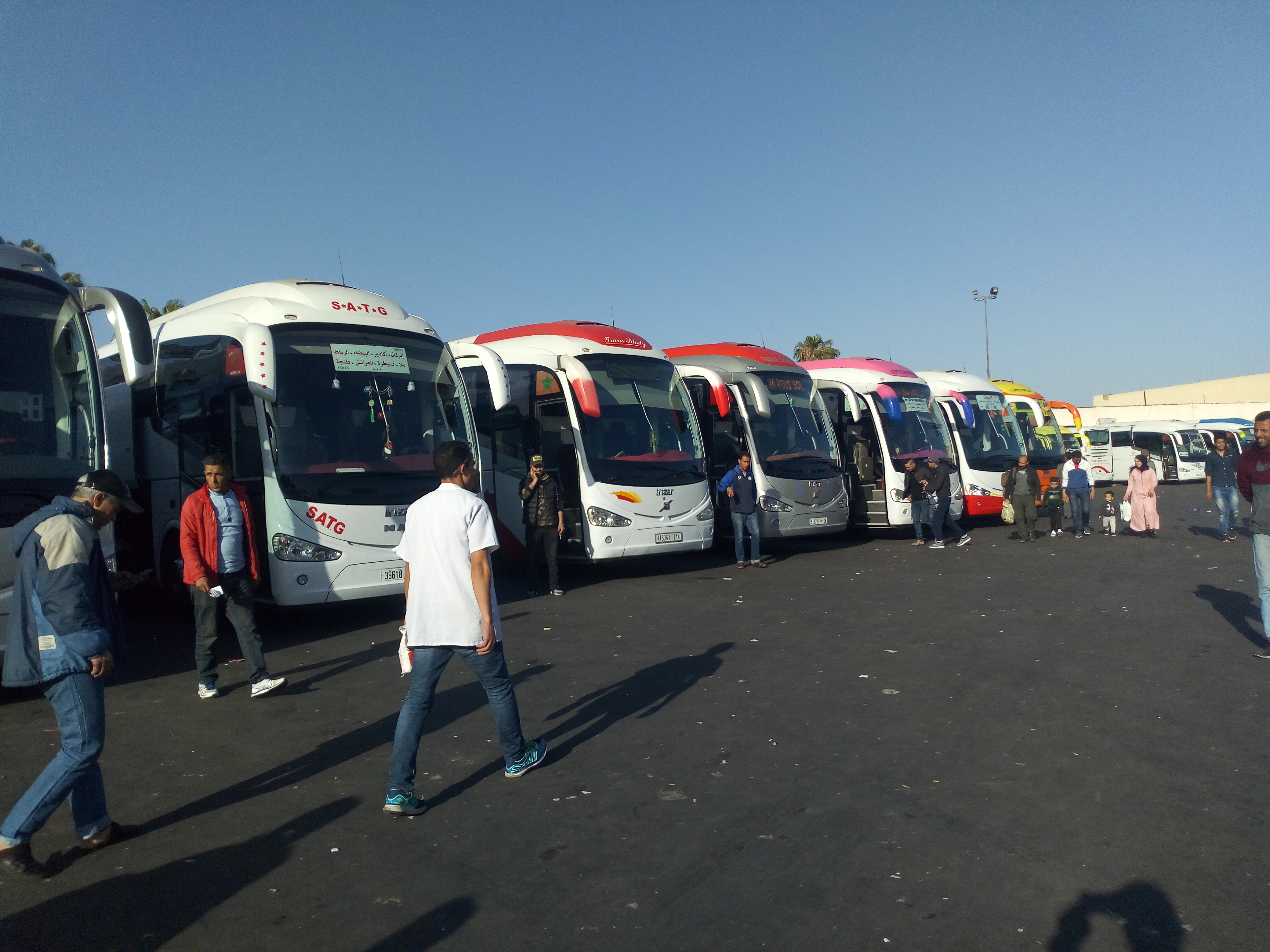
Gare routiére d'Inzegane

## Personnalités liées à la ville de Agadir- Inezgane -Ait Melloul
- Saâdeddine El Othmani (1956-), chef du gouvernement du Maroc depuis le 5 avril 2017, et ancien ministre marocain des affaires étrangères, est né à Inezgane.
- Jean-Yves Le Déroff (1957-), navigateur français, champion olympique en 1988.
- Hassan Wahbi (1957-), poète marocain
- Aicha Tachinouite (1968-), chanteuse et danseuse chleuhe.
- Ismail Amazal (1996-), international marocain de futsal.
- Mustapha Chater, membre du groupe musical Izenzaren y est né et vis.
- Hassan Bayri, membre du groupe musical Izenzaren y est né et vis.
- Lahcen Boufertal, comédien et membre du groupe musical Izenzaren décédé le 12 juin 2012[2]
- Rachid Abbassi (1978), poète, acteur associatif et membre du groupe musical Imazzalen[3]

## Événements culturels de la ville d'Inezgane
- Festival Tiswak de la ville antique d'Inezgane [4]
- FESTIVAL BILMAWN BODMAWN

## Bilmawn
L'homme à la toison, Bilmawn en berbère, Boujloud en arabe,, est le nom d'un personnage carnavalesque, qui revêt la dépouille de la bête sacrifiée (lors de la fête musulmane du Sacrifice), et durant deux jours participe d'un rite archaïque, encore vivace dans cette partie du Haut-Atlas. L'anthropologue Abdellah Hammoudi l'étudie dans son La Victime et ses masques (1988),,.
Comme une précaution pour lutter contre la propagation de virus Covid 19, le carnaval Bilmaun ( Boujloud  ) ne va pas être célébré au Maroc cette année (2020).